# زعنفة حوضية

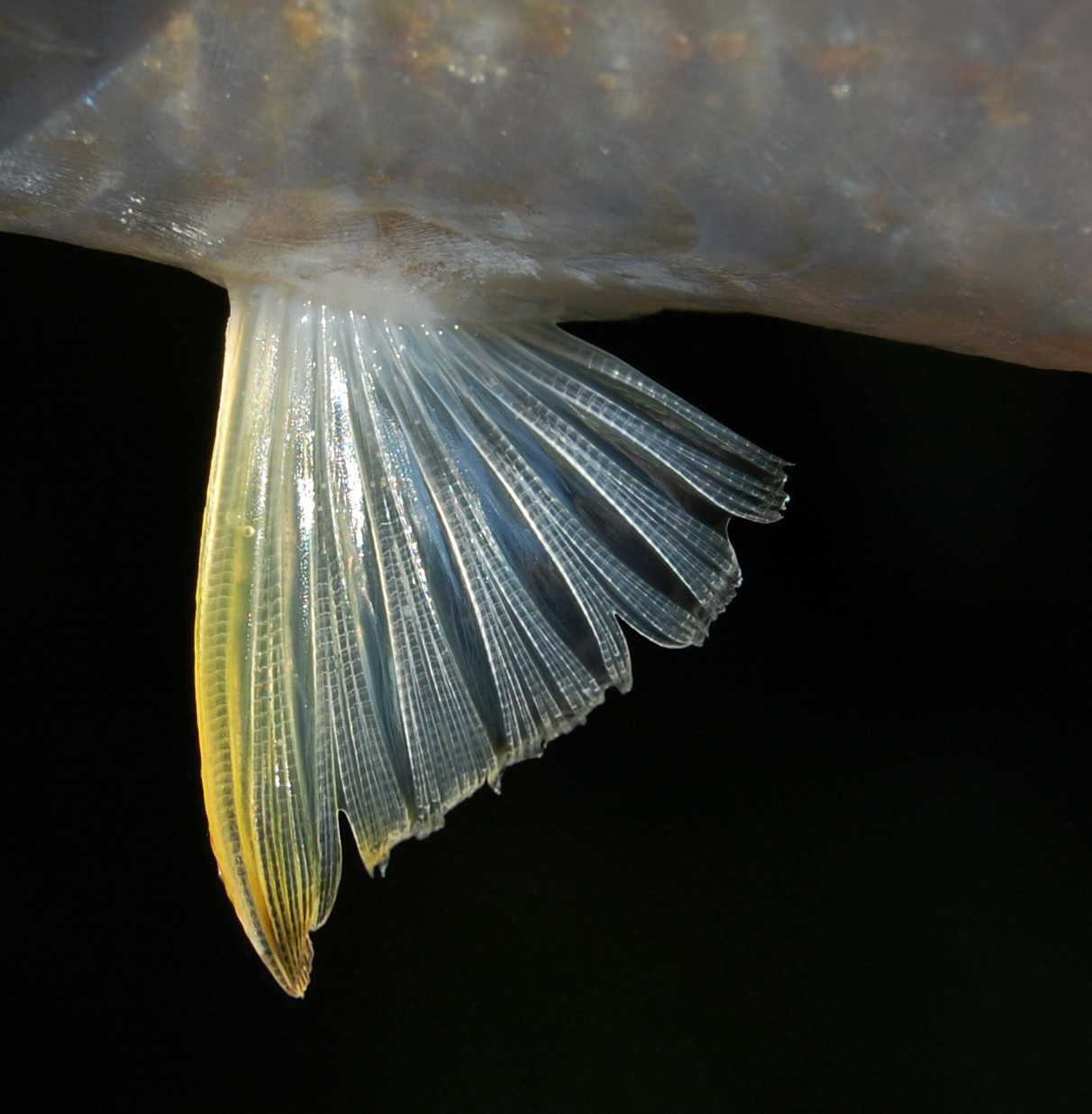
زعنفة حوضية من سمكة البارب الجاوية (Barbonymus gonionotus)

الزعفنة الحوضية أو الزعنفة البطنية هي زعانف مقترنة تقع على السطح البطني للأسماك، وهي المجموعة السفلية من مجموعتين فقط من الزعانف المقترنة (المجموعة الأخرى هي الزعنفة الصدرية الواقعة جانبيًا). الزعانف الحوضية متماثلة مع الأطراف الخلفية لذوات الأربع، والتي تطورت من الأسماك ذات الزعانف اللحمية خلال العصر الديفوني الأوسط.